# Officially Yours
"Officially Yours" jest czwartym i zarazem ostatnim singlem brytyjskiego artysty R&B Craiga Davida z jego czwartego albumu studyjnego o nazwie Trust Me, wydanym w dniu 23 czerwca 2008 roku w Wielkiej Brytanii. David potwierdził, że singiel został zaprezentowany w BBC Radio 1Xtra podczas wydarzenia na żywo 22 marca 2008 roku. Wydanie utworu zostało również potwierdzone na stronie internetowej brytyjskiego tabloidu Birmingham Mail. Następnie w dniu 14 maja 2008 "Officially Yours" został oficjalnie dodany do "Listy B" w BBC Radio 2.
W Wielkiej Brytanii był on jednym z bardziej rozczarowujących utworów, ponieważ zajął dopiero #130 miejsce na liście Midweeks. Jednakże w niedzielę 29 czerwca 2008 roku piosenka osiągnęła maksymalnie #158 miejsce w Wielkiej Brytanii, stając się najniżej notowanym kiedykolwiek singlem w karierze Craig Davida. Przyczyną tego była – podobnie jak w przypadku singla "6 of 1 Thing" – mała promocja utworu.

## Teledysk
Teledysk utworu "Officially Yours" zadebiutował 1 maja 2008 roku w serwisie YouTube. Trwa on 3:54 minut. Wideo zaczyna się od części utworu "She’s On Fire", następnie zostaje pokazany śpiewający Craig na scenie z dwoma tancerkami za nim w tle. Teledysk został zrobiony w czarno-białym formacie i wyreżyserowany przez Barnaby Ropera.

## Listy utworów i formaty
UK CD 1 (Promo):
| Nr | Tytuł utworu                        | Długość |
| -- | ----------------------------------- | ------- |
| 1. | „Officially Yours” (wersja radiowa) | 3:30    |
|    |                                     | 3:30    |

Europe CD:
| Nr | Tytuł utworu       | Długość |
| -- | ------------------ | ------- |
| 1. | „Officially Yours” | 3:57    |
| 2. | „She’s on Fire”    | 5:02    |
|    |                    | 8:59    |

UK/Europe CD 2 (Enhanced):
| Nr | Tytuł utworu                                       | Długość |
| -- | -------------------------------------------------- | ------- |
| 1. | „Officially Yours” (wersja albumowa)               | 3:57    |
| 2. | „Officially Yours” (Kardinal Beats Downbeat Remix) | 3:15    |
| 3. | „Officially Yours” (Pokerface Remix)               | 3:40    |
| 4. | „She’s on Fire” (akustyczny - wideo)               | 5:02    |
|    |                                                    | 15:54   |

UK CD 3 (Promo):
| Nr | Tytuł utworu                         | Długość |
| -- | ------------------------------------ | ------- |
| 1. | „Officially Yours” (Pokerface Remix) | 3:40    |

UK 12" Vinyl (Promo):
| Nr | Tytuł utworu                                 | Długość |
| -- | -------------------------------------------- | ------- |
| 1. | „Officially Yours” (J Sweet Ice Cream Remix) | 5:06    |
| 2. | „Officially Yours” (Pokerface Remix)         | 3:40    |
| 3. | „Officially Yours” (PokerFace 5am Dub)       | 3:40    |
|    |                                              | 12:26   |

Europe 12" Vinyl:
| Nr | Tytuł utworu                                       | Długość |
| -- | -------------------------------------------------- | ------- |
| 1. | „Officially Yours” (Kardinal Beats Downbeat Remix) | 3:15    |
| 2. | „Officially Yours” (Pokerface Remix)               | 3:40    |
| 3. | „Officially Yours” (wersja radiowa)                | 3:30    |
|    |                                                    | 10:25   |

iTunes:
| Nr | Tytuł utworu                                       | Długość |
| -- | -------------------------------------------------- | ------- |
| 1. | „Officially Yours”                                 | 3:57    |
| 2. | „Officially Yours” (Kardinal Beats Downbeat Remix) | 3:14    |
| 3. | „Officially Yours” (Kardinal Beats Hip Hop Remix)  | 2:54    |
| 4. | „Officially Yours” (Pokerface Remix)               | 3:40    |
| 5. | „Officially Yours” (J Sweet Ice Cream Remix)       | 5:06    |
|    |                                                    | 18:51   |

Amazon:
| Nr | Tytuł utworu                                       | Długość |
| -- | -------------------------------------------------- | ------- |
| 1. | „Officially Yours” (wersja albumowa)               | 3:57    |
| 2. | „Officially Yours” (Kardinal Beats Downbeat Remix) | 3:14    |
| 3. | „Officially Yours” (Pokerface Remix)               | 3:37    |
|    |                                                    | 10:48   |

## Pozycje na listach
"Officially Yours" zadebiutował na UK Singles Chart na #158 miejscu. Jest to najgorszy rezultat w karierze Craiga Davida i zarazem singiel o najniższym notowaniu z albumu Trust Me.
| Lista            | Najlepsza pozycja |
| ---------------- | ----------------- |
| UK Singles Chart | 158               |